# Ranefer
Ranefer (o Ranofer) va ser un príncep d'Egipte de la IV dinastia (Regne Antic d'Egipte). El seu nom prové del déu egipci Ra i de la paraula egípcia nefer (nfr), que significa "bellesa".
| D21 · D36 | nfr |

| D21 · D36 | nfr |

Ranefer, que tenia el títol de "Fill dels Rei", era un fill del faraó Sneferu, que va ser el primer governant de la IV dinastia. La seva mare era l'esposa o la concubina de Sneferu; el seu nom no se sap. Els germans grans de Ranefer eren Nefermaat I i Rahotep. Tots van morir abans que Sneferu i el seu germà petit Khufu es va convertir en el seu successor.
Ranefer va treballar com a supervisor del seu pare, ja que també tenia el títol de "Supervisor de Djed-Sneferu", i va ser enterrat dins d'una tomba de mastaba a Meidum. A la tomba s'hi van trobar restes de vísceres embolicades amb lli. El cos de Ranefer és la millor representació de les tècniques de momificació que es practicaven durant el Regne Antic. El seu cos estava orientat a l'est i estava modelat i pintat. Els cabells de la mòmia estaven pintats de negre, les celles i els ulls de verd, mentre que la boca la tenia pintada de vermell. Els seus genitals també es van modelar acuradament, el cervell es va mantenir al crani i les seves vísceres es van trobar en un vas canopi a la tomba.